# Anouk Dekker
Anouk Dekker est une joueuse de football néerlandaise, née à Almelo (Pays-Bas), le 15 novembre 1986. Elle joue actuellement au SC Braga.

## Palmarès
- Championne des Pays-Bas (2) : 2011 - 2013
- Coupe des Pays-Bas (1) : 2008
- Finaliste de la Coupe des Pays-Bas (1) : 2013
- Championnat d'Europe (1) : 2017

## Vie privée
Anouk Dekker est ouvertement lesbienne.